# Diocèse de Mondoñedo-Ferrol

Localisation du diocèse.

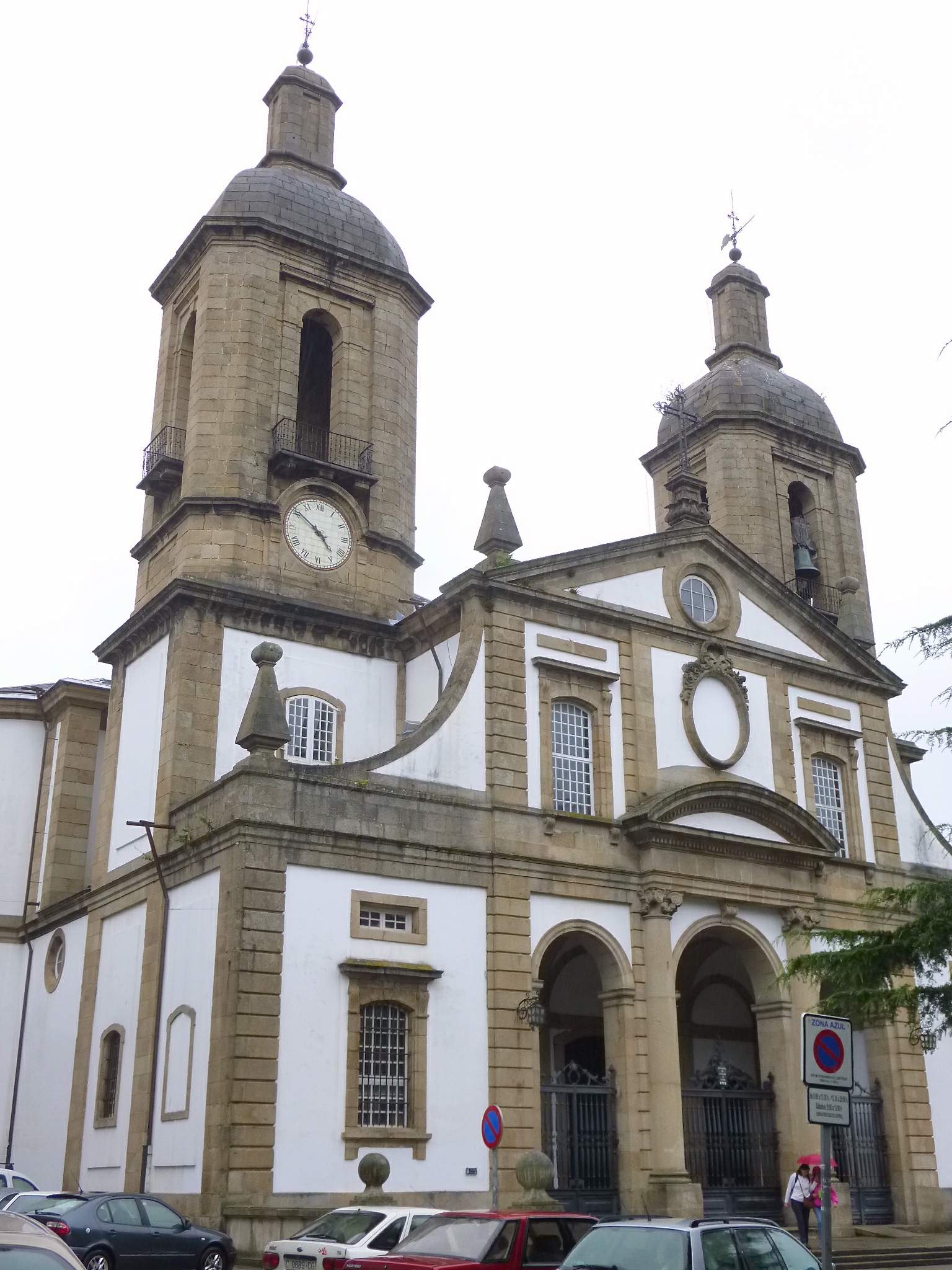
Co-cathédrale de Ferrol.

Le diocèse de Mondoñedo-Ferrol (Dioecesis Mindoniensis-Ferrolensis) est  un diocèse de Église catholique romaine suffragant  de l'archidiocèse de Saint-Jacques-de-Compostelle. Le nom et les limites de Mondoñedo-Ferrol datent de 1959.
La cathédrale basilique de Mondoñedo et l'ancienne église de San Julián de Ferrol, élevée au rang de co-cathédrale par une bulle de Jean XXIII en 1959, sont les deux sièges du diocèse.
L'origine du diocèse, ses différents noms, les changements territoriaux et les diverses modifications de son organisation au cours de sa longue histoire, expliquent l'hétérogénéité  géographique du territoire du diocèse.

## Histoire
Le diocèse historique de Britonia division  du diocèse de Lugo, dont l'existence est connue par le manuscrit Parrochiale suevum (division territoriale du royaume suève), serait l'origine du diocèse de Mondoñedo-Ferrol.

## Territoire
Le territoire diocésain limite au nord avec l'océan Atlantique, au nord-est avec l'archidiocèse d'Oviedo, au sud avec le diocèse de Lugo et à l'ouest avec le diocèse de Saint-Jacques-de-Compostelle.

## Évêques de Mondoñedo-Ferrol
Voici une liste des évêques depuis les origines, certains sont controversés, la plupart sont mentionnés sur le site du diocèse :

### Siège à Bretoña
- Mailoc (572)
- Metopio (633)
- Sonna (646–653)
- Susa (?-653-?)
- Bela (?-675-?)

### Siège dans la paroisse de San Martiño de Mondoñedo àFoz
- Sabarico I (866–877)
- Rosendo I (877–907)
- Sabarico II (907–922)
- Recaredo (923)
- San Rosendo (923–942)
- Teodomiro (969?)
- Armentario (983–1011)
- Suario I (1015–1022)
- Nuno I (1025–1027)
- Adulfo (¿?)
- Albito (1040?)
- Suario II (1058–1071)
- San Gonzalo (1071–1112)
- Nuno Alfonso (1112–1136)

### Siège dans la paroisse de Vilamaior
- Paio I (1136–1154)
- Pedro I (1155–1167)
- Joán Pérez (1170–1173)
- Rabinato (1177–1199)

### Siège àRibadeo
- Paio de Cebeira (1199–1218)

### Siège àMondoñedo
- Martiño (1219–1248)
- Joán II de Sebastiáns (1248–1261)
- Nuño II Pérez (1261–1286)
- Álvaro Gómez (1286–1297)
- Rodrigo Vázquez (1298–1318)
- Gonzalo (1319–1326)
- Joán III (1327–1329)
- Álvaro Pérez de Biezma (1326–1343)
- Vasco (1343–1346)
- Alfonso Sánchez (1347–1366)
- Francisco I (1367–1393)
- Lope de Mendoza (1393–1399)
- Álvaro de Isorna (1400–1415)
- Xil Soutelo (1415–1425)
- Xil Rodríguez de Muros (1429–1432)
- Pedro Henríquez (1426–1445)
- Pedro Arias Vaamonde (1446–1448)
- Alfonso de Segura (1449–1455)
- Alfonso Vázquez de Acuña (1455–1457)
- Fadrique de Guzmán (1452–1492?)
- Alonso Suárez de la Fuente del Sauce (1493–1496)
- Pedro de Munébrega (1498–1504)
- Diego de Muros III (1505–1512) (tamén bispo de Oviedo)
- Diego Pérez Villamuriel (1512–1520)
- Jerónimo Suárez Maldonado (1525–1532) (tamén bispo de Badajoz)
- Pedro Pacheco Ladrón de Guevara (1532–1537) (tamén bispo de Ciudad Rodrigo)
- Antonio de Guevara Noroña, O.F.M. (1537–1545)
- Diego Soto Valera (1545–1549)
- Francisco de Santa María Benavides Velasco, O.S.H. (1550–1558) (tamén bispo de Segovia)
- Pedro Maldonado, O.F.M. (1559–1566)
- Gonzalo Solórzano (1567–1570) (tamén bispo de Oviedo)
- Antonio Luján Luján, O.F.M. (1570–1570)
- Juan de Yermo y Hermosa (1574–1582) (tamén arcebispo de Santiago de Compostela)
- Isidoro Caja de la Jara (1582–1593)
- Gonzalo Gutiérrez Montilla (1593–1598) (tamén bispo de Oviedo)
- Diego González Samaniego (1599–1611)
- Alfonso Mesía de Tovar (1612–1616) (tamén bispo de Astorga)
- Pedro Fernández Zorrilla (1616–1618) (tamén bispo de Badajoz)
- Rafael Díaz de Cabrera, O.SS.T. (1618–1630)
- Francisco Villafañe (1631–1633) (tamén bispo de Osma)
- Antonio Valdés Herrera (1633–1636) (tamén bispo de Oviedo)
- Gonzalo Sánchez de Somoza Quiroga (1638–1644)
- Juan Juániz de Echalar (1645–1647) (tamén bispo de Calahorra e La Calzada)
- Francisco Torres Grijalba, O.S.A. (1648–1662)
- Dionisio Pérez de Escobosa (1663–1668)
- Luis Tello de Olivares (1669–1671)
- Sebastián de Arévalo (1672–1682)
- Gabriel Ramírez de Arellano (1682–1689)
- Miguel Quixada (1690–1698)
- Manuel Navarrete e Ladrón de Guevara (1699–1705)
- Juan Antonio Muñoz Salcedo, O.S.H. (1705–1728)
- Antonio Alejandro Sarmiento Sotomayor, O.S.B. (1728–1751)
- Juan Manuel Escobar Carrera (1752–1752)
- Carlos Antonio Riomol Quiroga (1752–1761)
- José Francisco Losada Quiroga (1761–1779)
- Francisco Cuadrillero Mota (1780–1797)
- Andrés Aguiar Caamaño (1797–1815)
- Bartolomé Cienfuegos (1816–1827)
- Franciso López Borricón (1827–1839)
- Tomás Iglesias Bárcones (1850–1851) (tamén Patriarca das Indias Occidentais)
- Telmo Maceira (1852–1855) (tamén bispo de Tui)
- Ponciano Arciniega (1857–1868)
- Francisco de Sales Crespo y Bautista (1875–1877)
- José Manuel Palacios y López (1877–1885)
- José María Justo Cos Macho (1886–1889) (tamén arcebispo de Santiago de Cuba)
- Manuel Fernández de Castro Menéndez (1889–1905)
- Juan José Solís Fernández (1905–1931)
- Benjamín de Arriba y Castro (1935–1944) (tamén bispo de Oviedo)
- Fernando Quiroga Palacios (1945–1949) (tamén arcebispo de Santiago de Compostela)
- Mariano Vega Mestre (1950–1957)

### Siège à Mondoñedo et Ferrol
- Jacinto Argaya Goicoechea (1957–1968) (tamén bispo de Saint-Sébastien)
- Miguel Angel Araújo Iglesias (1970–1985)
- José Gea Escolano (1987–2005)
- Manuel Sánchez Monge (2005–2021)
- Fernando García Cadiñanos (es) (2021-...)